# Баклан білогрудий
Баклан білогрудий (Phalacrocorax fuscescens) — вид сулоподібних птахів родини бакланових (Phalacrocoracidae).

## Поширення
Цей вид зустрічається уздовж південного узбережжя Австралії з двома незалежними популяціями: одна на узбережжі південно-західної Австралії, інша на берегах Південної Австралії, штату Вікторія і у Тасманії. Чисельність популяції становить близько 10000 птахів.

## Опис
Верхня сторона тіла, у тому числі голова і дзьоб, чорного кольору, а низ білий.

## Спосіб життя
Харчується в прибережних водах, іноді в захищених місцях, таких як затоки і острівці. Їх можна побачити у річках уздовж узбережжя. Його дієта складається з різноманітної риби, яку ловить, в основному, пірнаючи під воду. Іноді полює зграямм до декількох тисяч особин. Розмноження відбувається на скелястих островах у колоніях чисельністю до 2500 особин.